# Rhadiurgus bifidus
Rhadiurgus bifidus là một loài ruồi trong họ Asilidae. Rhadiurgus bifidus được Fabricius miêu tả năm 1805.